# 袁和 (正統進士)
袁和（1394年—？），字叔景，江西吉安府泰和縣人，民籍。明朝政治人物。

## 生平
冠带舉人，江西鄉試第三十三名舉人。正统元年（1436年）丙辰科會試第十五名，廷試二甲第三名進士。

## 家族
曾祖袁务敏。祖父袁克睿。父袁仲暹。母囗氏。具慶下。